# نوبل ام۱۵
نوبل ام۱۵ (Noble M15) خودرویی است که از سال ۲۰۰۶ تا کنون در بریتانیا تولید شده‌است.
این خودرو در کلاس خودرو اسپورت قرار گرفته، طراحی آن موتور وسط و توزیع نیروی پیشران بوده است. سیستم جعبه‌دندهٔ آن ۶ دنده به صورت دستی است.